# دمیترو الکسیف
دمیترو الکسیف (انگلیسی: Dmytro Aleksyeyev؛ زادهٔ ۱ ژانویهٔ ۱۹۸۳) شناگر اهل اوکراین است.